# Dactylorhiza hallii
Dactylorhiza hallii är en orkidéart som först beskrevs av George Claridge Druce, och fick sitt nu gällande namn av Károly Rezsö Soó von Bere. Dactylorhiza hallii ingår i Handnyckelsläktet som ingår i familjen orkidéer. Inga underarter finns listade i Catalogue of Life.